# Уреча
Уреча или Урече (блр. Урэчча; рус. Уречье) је насељено место са административним статусом варошице (городской посёлок) у Републици Белорусији. Налази се у северном делу Љубањског рејона Минске области, на око 18 км северозападно од града Љубања и на око 140 км јужно од главног града државе Минска. 
Кроз варош пролази железничка линија на релацији Салигорск—Асиповичи.
Статус варошице носи од 1938. године. Према процени за 2010. у варошици је живело 3.100 становника.